# Odontobutidae
Odontobutidae är en familj av fiskar. Odontobutidae ingår i ordningen abborrartade fiskar (Perciformes). Enligt Catalogue of Life omfattar familjen Odontobutidae 21 arter.
Arterna förekommer i östra Asien från ryska Sibirien över Kina till Vietnam. De saknar sidolinjeorganet. Inom familjen förekommer yngelvård.
Släkten enligt Catalogue of Life och Dyntaxa:
- Micropercops
- Neodontobutis
- Odontobutis
- Perccottus
- Sineleotris
- Terateleotris